# مخيم مادبا
هو مخيم من مخيمات الشتات الفلسطيني، أنشئ في عام 1956، يقع على بعد نصف كم عن مدينة مأدبا جنوب العاصمة (عمان) ويتبع اداريا محافظة مأدبا. وهو أصغر المخيمات الفلسطينية الموجودة في الأردن من حيث المساحة والسكان، إذ تقدر مساحته بحوالي 112 دونمًا، وعدد سكانه بحوالي 10500 نسمة. عدد العوائل التي تقطن المخيم: (1200) عائلة. يذكر أن مخيم مادبا غير معترف فيه حالياً من قبل الأونروا.
يحتوي المخيم على مدرستين (واحدة للذكور وأخرى للإناث) تابعة لوكالة الغوث الدولية تعمل بنظام الفترتين، ومركز صحي تابع لوكالة الغوث الدولية ومركز صحية حكومي.